# GoldenDict
GoldenDict és una aplicació informàtica de codi obert que permet consultar diccionaris en línia i fora de línia, en diversos idiomes, així com fer traduccions automàtiques de paraules o frases senceres.

## Funcionalitats
Algunes de les funcionalitats del programa són les següents:
- Suport per a diversos formats de diccionaris:[4]
  - Babylon, arxius .BGL
  - StarDict, arxius .ifo/.dict./.idx/.syn
  - Dictd, arxius .index/.dict(.dz)
  - ABBYY Lingvo, arxius sources .dsl i .lsa/.dat
- Utilitza WebKit per millorar la presentació en pantalla.
- Cerca a Viquipèdia, Viccionari i altres sistemes basats en MediaWiki.
- Capaç d'interrogar pàgines web senceres el formulari de recerca de les quals utilitzi el mètode GET (dit d'una altra manera, els paràmetres de recerca dels quals sigui transmès dins l'URL).
- Capaç de traduir textos llargs.
- Suggeriment de mots basats en la fonètica.
- Capaç d'escoltar la pronunciació de mots.
- Capaç d'identificar paraules sense accents, puntuació o espais.
- Capacitat d'escanejar paraules o frases sobre qualsevol aplicació (creant finestreta de popup amb la traducció corresponent).
- Multiplataforma i portable a altres sistemes operatius.

## Avantatges i inconvenients
Comparat amb altres aplicacions similars, GoldenDict:
- Suporta diversos formats d'arxiu de diccionaris populars, mentre que Babylon i ABBYY Lingvo (nadiu) només en suporta un, i StarDict només n'admet dos.
- L'ús de WebKit permet presentar els articles en format similar a pàgines web com un navegador web, cosa que els altres programes com Babylon, ABBYY Lingvo o StarDict no poden fer.
- La versió actual (1.0.1) no permet realitzar cerques de text dins dels articles d'un diccionari.
- La versió d'Android de GoldenDict no és de codi obert.